# Негрито (рід)
Негри́то (Lessonia) — рід горобцеподібних птахів родини тиранових (Tyrannidae). Представники цього роду мешкають в Південній Америці.

## Таксономія і систематика
Молекулярно-генетичне дослідження, проведене Телло та іншими в 2009 році дозволило дослідникам краще зрозуміти філогенію родини тиранових. Згідно із запропонованою ними класифікацією, рід Негрито (Lessonia) належить до родини тиранових (Tyrannidae), підродини Віюдитиних (Fluvicolinae) і триби Монжитових (Xolmiini). До цієї триби систематики відносять також роди Гохо (Agriornis), Смолик (Hymenops), Дормілон (Muscisaxicola), Сатрапа (Satrapa), Монжита (Xolmis), Сивоголовий кіптявник (Cnemarchus), Ада (Knipolegus), Пепоаза (Neoxolmis) і Кіптявник (Myiotheretes).

## Види
Виділяють два види:
- Негрито андійський (Lessonia oreas)
- Негрито патагонський (Lessonia rufa)

## Етимологія
Рід Lessonia отримав назву на честь французького орнітолога і натураліста Рене Прімевера Лессона (1794–1849).